# Campionati europei di beach volley 2010
I Campionati europei di beach volley 2010 si sono svolti dall'11 al 15 agosto 2010 a Berlino in Germania.

## Podi
| Evento                      | Oro                                          | Argento                                    | Bronzo                                 |
| Torneo maschile (dettagli)  | Paesi Bassi Reinder Nummerdor Richard Schuil | Austria Clemens Doppler Matthias Mellitzer | Lettonia Mārtiņš Pļaviņš Jānis Šmēdiņš |
| Torneo femminile (dettagli) | Germania Sara Goller Laura Ludwig            | Germania Katrin Holtwick Ilka Semmler      | Finlandia Emilia Nyström Erika Nyström |

## Medagliere
| Posizione | Nazione     | Oro | Argento | Bronzo | Totale |
| --------- | ----------- | --- | ------- | ------ | ------ |
| 1         | Germania    | 1   | 1       | 0      | 2      |
| 2         | Paesi Bassi | 1   | 0       | 0      | 1      |
| 3         | Austria     | 0   | 1       | 0      | 1      |
| 4         | Finlandia   | 0   | 0       | 1      | 1      |
| 4         | Lettonia    | 0   | 0       | 1      | 1      |
| Totale    | Totale      | 2   | 2       | 2      | 6      |